# 202.º Regimiento de Instrucción Aérea
El 202º Regimiento de Instrucción Aérea (202. Flieger-Ausbildungs-Regiment) unidad militar de la Luftwaffe durante la Segunda Guerra Mundial.

## Historia
Formada en 1941(?). El Stab del IV Batallón/202.º Regimiento de Instrucción Aérea es mencionado en 1945 en el Correo postal. Disuelta en 1945(?).